# ジョセフ・ホッジス (第2代準男爵)
第2代準男爵サー・ジョセフ・ホッジス（英語: Sir Joseph Hodges, 2nd Baronet FRS、1704年頃 – 1722年4月1日）は、イギリスの準男爵。約12歳という若さで王立協会フェローに選出された。

## 生涯
初代準男爵サー・ウィリアム・ホッジスとサラ・ホール（Sarah Hall、1717年4月25日没、ジョセフ・ホールの娘）の息子として生まれた。
1714年7月31日に父が死去すると、約10歳で準男爵の爵位を継承した。
1716年4月5日、王立協会フェローに選出された。
約7千から8千ポンドの年収が得られるという資産家だったが、全て浪費しつくして、フランスやスペインなどの外国に住んだ。
1722年4月1日にロンドンで病死した。生涯未婚であり、準男爵の爵位は断絶した。